# Скуби-Ду и Скрепи-Ду (ТВ серија из 1980)
Скуби Ду и Скрепи Ду је кратка цртана серија и пета по реду у Скуби Ду серијалу. Продукција је ураћена од стране стурија Хана Барбера и емитовала се током суботњег јутарњег блока.
Укупно је емитовано 33 емизоде од пола сата, кратка епизода је по 7 минута, и емитовале су се три сезоне на АБЦ каналу од 1980. до 1982. године. Првих тринаест епизода емитовале су се током 1980. и 1981. године, док су се осталих седам епизода емитовале током 1981. и 1982. године. Од 99 кратких епизода које су продуциране, 86 од њих су приказивале Дкуби Ду-а, његовог рођака Скрепи Ду-а и Шегија, без остале дружине из Машине мистерија, а у осталих тринаест епизода су Скрепи Ду и Јаба Ду.